# Manania auricula
Manania auricula är en nässeldjursart som först beskrevs av Fabricius 1780.  Manania auricula ingår i släktet Manania och familjen Depastridae. Inga underarter finns listade i Catalogue of Life.